# Mount Olive (Alabama)
Mount Olive – jednostka osadnicza w Stanach Zjednoczonych, w stanie Alabama, w hrabstwie Coosa.